# Saison 1 de Graceland
Chronologie
Saison 2
Cet article présente les treize épisodes de la première saison de la série télévisée Graceland.

## Synopsis
Les agents de différentes agences gouvernementales, aux objectifs et qualifications diamétralement opposés, sont engagés sur une périlleuse opération d'infiltration. Pour réussir cette mission, ils sont contraints de cohabiter dans une maison secrète, en Californie du Sud.

## Distribution

### Acteurs principaux
- Daniel Sunjata (VF : Marc Saez) : Paul Briggs (agent du Federal Bureau of Investigation)
- Aaron Tveit (VF : Alexandre Gillet) : Mike Warren (agent du FBI)
- Vanessa Ferlito (VF : Géraldine Asselin) : Catherine « Charlie » DeMarco (agent du FBI)
- Brandon Jay McLaren (VF : Serge Faliu) : Dale « DJ » Jakes (agent de l'U.S. Immigration and Customs Enforcement)
- Manny Montana (VF : Éric Aubrahn) : Joe « Johnny » Tuturro (agent du FBI)
- Serinda Swan (VF : Nathalie Karsenti) : Paige Arkin (agent de la Drug Enforcement Administration)
- Scottie Thompson (VF : Véronique Picciotto) : Lauren Kincaid (agent de la DEA)

### Acteurs récurrents et invités
- Pedro Pascal (VF : Yann Pichon) : Juan Badillo[4] (9 épisodes)
- Gbenga Akinnagbe (VF : Stéphane Ronchewski) : Jeremiah Bello (épisodes 3 à 10)
- Jenn Proske (VF : Nayéli Forest]) : Abby (épisodes 3 à 8)
- Christopher Redman (VF : Benoît Du Pac) : Whistler (épisodes 3, 5 et 11)
- Vincent Laresca (VF : Diego Asensio) : Rafael Cortes[5] (épisodes 7 à 12)
- Dameon Clarke (en) (VF : Éric Missoffe) : Clarke (épisodes 10 à 12)
- Jay Karnes (VF : Constantin Pappas) : Gerry Silvo (épisode 1)
- Mia Kirshner (VF : Barbara Delsol) : Ashika Pearl[6] (épisode 4)

## Liste des épisodes
Note : Cette première saison est composée de 13 épisodes en version française, l'épisode pilote ayant été découpé en deux parties lors de sa diffusion francophone.

### Épisode 1 et 2:Dans le grand bainetLa vente inversée
- États-Unis /  Canada : 6 juin 2013 sur USA Network[7] / Bravo![8]
- Belgique : 28 juillet 2014 sur RTL-TVI[9]
- Québec : 25 et 26 mai 2015 sur Séries+[10]
- Suisse : 18 juillet 2015 sur RTS Deux[11]

- États-Unis : 3,32 millions de téléspectateurs[12] (première diffusion)

### Épisode 3:La Méthode Briggs
- États-Unis /  Canada : 13 juin 2013 sur USA Network / Bravo!
- Belgique : 28 juillet 2014 sur RTL-TVI
- Québec : 27 mai 2015 sur Séries+
- Suisse : 18 juillet 2015 sur RTS Deux

- États-Unis : 2,77 millions de téléspectateurs[13] (première diffusion)

### Épisode 4:Règlement de comptes
- États-Unis /  Canada : 20 juin 2013 sur USA Network / Bravo!
- Belgique : 4 août 2014 sur RTL-TVI
- Québec : 28 mai 2015 sur Séries+
- Suisse : 1er août 2015 sur RTS Deux

- États-Unis : 2,27 millions de téléspectateurs[14] (première diffusion)

### Épisode 5:La Boîte à pizza
- États-Unis /  Canada : 27 juin 2013 sur USA Network / Bravo!
- Belgique : 4 août 2014 sur RTL-TVI
- Québec : 1er juin 2015 sur Séries+
- Suisse : 8 août 2015 sur RTS Deux

- États-Unis : 2,33 millions de téléspectateurs[15] (première diffusion)

### Épisode 6:À la recherche d'Odin
- États-Unis /  Canada : 11 juillet 2013 sur USA Network / Bravo!
- Belgique : 11 août 2014 sur RTL-TVI
- Québec : 2 juin 2015 sur Séries+
- Suisse : 8 août 2015 sur RTS Deux

- États-Unis : 1,88 million de téléspectateurs[16] (première diffusion)

### Épisode 7:Le Mal par le mal
- États-Unis /  Canada : 18 juillet 2013 sur USA Network / Bravo!
- Belgique : 11 août 2014 sur RTL-TVI
- Québec : 3 juin 2015 sur Séries+
- Suisse : 15 août 2015 sur RTS Deux

- États-Unis : 1,9 million de téléspectateurs[17] (première diffusion)

### Épisode 8:Une dernière dose
- États-Unis /  Canada : 25 juillet 2013 sur USA Network / Bravo!
- Belgique : 18 août 2014 sur RTL-TVI
- Québec : 4 juin 2015 sur Séries+
- Suisse : 22 août 2015 sur RTS Deux

- États-Unis : 2,02 millions de téléspectateurs[18] (première diffusion)

### Épisode 9:Trahison
- États-Unis /  Canada : 8 août 2013 sur USA Network / Bravo!
- Belgique : 18 août 2014 sur RTL-TVI
- Québec : 8 juin 2015 sur Séries+
- Suisse : 29 août 2015 sur RTS Deux

- États-Unis : 2,22 millions de téléspectateurs[19] (première diffusion)

### Épisode 10:Soupçons
- États-Unis /  Canada : 15 août 2013 sur USA Network / Bravo!
- Belgique : 25 août 2014 sur RTL-TVI
- Québec : 9 juin 2015 sur Séries+
- Suisse : 26 septembre 2015 sur RTS Deux

- États-Unis : 2,01 millions de téléspectateurs[20] (première diffusion)

### Épisode 11:Le Château du roi
- États-Unis /  Canada : 22 août 2013 sur USA Network / Bravo!
- Belgique : 25 août 2014 sur RTL-TVI
- Québec : 10 juin 2015 sur Séries+

- États-Unis : 2,18 millions de téléspectateurs[21] (première diffusion)

### Épisode 12:Le rideau tombe
- États-Unis /  Canada : 5 septembre 2013 sur USA Network / Bravo!
- Belgique : 1er août 2014 sur RTL-TVI
- Québec : 11 juin 2015 sur Séries+

- États-Unis : 1,9 million de téléspectateurs[22] (première diffusion)

### Épisode 13:L'Épreuve du feu
- États-Unis /  Canada : 12 septembre 2013 sur USA Network[2] / Bravo!
- Belgique : 1er août 2014 sur RTL-TVI
- Québec : 15 juin 2015 sur Séries+

- États-Unis : 2,05 millions de téléspectateurs[23] (première diffusion)